# Wonderzeep
Wonderzeep is een naam voor een stuk roestvast staal dat in een zeepvorm wordt verkocht. Er wordt wel gezegd dat wonderzeep de geur van knoflook en uien van de handen verwijdert wanneer het staal ongeveer een halve minuut over de huid wordt gewreven terwijl die onder een koude straal water wordt gehouden. Dit zou al vele generaties in gebruik zijn, maar dan bijvoorbeeld met het blad van een stalen mes.